# Григорово (Меленковский район)
Григорово — село в Меленковском районе Владимирской области России, входит в состав Ляховского сельского поселения.

## География
Село расположено в 3 км на север от центра поселения села Ляхи и в 22 км на восток от райцентра города Меленки.

## История
В писцовых книгах 1629-30 годов село Григорово значится приданною вотчиной Матвея Афанасьевича Новосильского, в селе тогда был двор вотчинников, 1 двор крестьянский и 1 бобыльский. Церкви в этих книгах не отмечено. Во второй половине XVII столетия в Григорове устроена церковь в честь Казанской иконы Божией Матери. По свидетельству окладных книг 1676 года, в приходе к этой церкви были: двор боярский, в котором жил приказчик, и 14 дворов крестьянских. Дальнейших сведений о церкви в селе Григорове не имеется. Известно только, что в 1868 году вместо ветхой деревянной церкви построена новая также деревянная, с такою же колокольнею. Новая каменная построена в 1892 году на собранные средства.
В конце XIX — начале XX века Григорово — крупное село в составе Ляховской волости Меленковского уезда. 
С 1929 года село являлось центром Григоровского сельсовета в составе Ляховского района. С 1963 года в составе Меленковского района Владимирской области, позднее вплоть до 2005 года входило в состав Высоковского сельсовета. 

## Население
| 1859 | 1897 |
| ---- | ---- |
| 695  | 1027 |

| 1859 | 1897  | 1905  | 1926  | 2002 | 2010 | 2021 |
| ---- | ----- | ----- | ----- | ---- | ---- | ---- |
| 695  | ↗1027 | ↗1241 | ↗1342 | ↘93  | ↘60  | ↘54  |

## Достопримечательности
В селе находится недействующая Церковь Воздвижения Креста Господня (1892).